# Св. св. Козма и Дамян (Луково)
„Свети Безсребреници Козма и Дамян“ или „Свети Врачи“ (на македонска литературна норма: „Свети Козмо и Дамјан“, „Свети Врачи“) е възрожденска църква в стружкото село Луково, Северна Македония. Църквата е част от Дебърско-Реканското архиерейско наместничество на Дебърско-Кичевската епархия на Македонската православна църква – Охридска архиепископия. Църквата е изградена в XVII век. За църквата в 1894 година рисува икони Аврам Дичов.